# 新星市
新星市（しんせい-し）は、中華人民共和国新疆ウイグル自治区に位置する区直轄県級市。

## 歴史
もともとはクムル市伊州区の一部。新疆生産建設兵団第13師団の所在地であるから、2021年に国務院が「師市合一」体制の県級市の新星市の設置を認可した。

## 行政区画
- 団（鎮）：新星市核心区、紅星一場、紅星四場、黄田農場[2]